# Montevideo, Minnesota
Montevideo är administrativ huvudort i Chippewa County i delstaten Minnesota. Orten har fått sitt namn efter Montevideo i Uruguay. Enligt 2010 års folkräkning hade Montevideo 5 383 invånare.